# Willi Wörle
Willi Wörle (* 1899 oder 1900; † 13. August 1944 in Berlin) war ein deutscher Opernsänger (Tenor).

## Leben und Wirken
Wörle begann seine Karriere 1924 am Stadttheater in Ulm und wechselte 1925 an das Stadttheater Cottbus. Von 1926 bis 1929 sang er als Tenor am Opernhaus in Breslau. Ab 1933 bis zu seinem Tod 1944 wirkte er am Deutschen Opernhaus in Berlin. Er starb im Alter von 44 Jahren.

## Ehrungen
- 1937 Kammersänger (Verleihung durch Adolf Hitler, der anlässlich des Jahrestages der Machtergreifung 1937 mehrere Künstler mit Titeln auszeichnete[1])